# قابو
قابو هي بلدة موريتانية تقع في مقاطعة قابو في منطقة كيدي ماغا الواقعة في جنوب موريتانيا، وتُعتبر عاصمة مقاطعة قابو.

## الموقع
تقع بلدة قابو في جنوب منطقة كيدي ماغا الواقعة في جنوب موريتانيا، وتبلغ مساحتها 1001 كيلومتر مربع، ويحدها من الشمال بلدية سيليبابي، ومن الشرق بلدية باديام، ومن الغرب بلدية كوري، بينما يحدها من الجنوب نهر السنغال ونهر كاراكورو الذي يشكل حدود البلدة مع السنغال ومالي. تُطل بلدة قابو على ضفاف نهر السنغال بالقرب من موضع التقائه بنهر كاراكورو.

## السكان
شهدت بلدة قابو نموًّا سكانيًّا ملحوظًا خلال القرن الحادي والعشرين، حيث ارتفع عدد سكان البلدة من 21700 نسمة في عام 2000، إلى 34924 نسمة في عام 2013 بمُعدل نمو سنوي بلغ 3.9٪ على مدى 13 عامًا.

## التاريخ
تأسست مدينة قابو بموجب المرسوم الصادر في 20 أكتوبر عام 1987 بشأن تأسيس البلديات الموريتانية، ويكون زعماء المدينة من قبائل الصومريون.

## التقسيم الإداري
كانت مدينة قابو تابعة في السابق لمقاطعة سيليبابي، ولكن بدءًا من عام 2018 أصبحت المدينة جزءًا من مقاطعة قابو وعاصمة لها بعد إعادة التقسيم الإداري للمنطقة.

## الاقتصاد
تُشكل الزراعة النشاط الاقتصادي الرئيسي لسكان بلدة قابو مثلهم في ذلك مثل سكان جميع البلدات الموريتانية الموجودة في المنطقة تقريبًا. ومع ذلك فلا يزال اقتصاد البلدة متواضعًا وهش بسبب ما يواجهه من عقبات تُعرقل محاولات تنميته، ولا سيما الظروف المناخية أو قلة الإمكانيات المتوفرة للمزارعين. وفي سبيل للتغلب على هذه المعوقات، قامت الحكومة الموريتانية بالتعاون مع المنظمات غير الحكومية المختلفة لتمويل عدد من المشاريع التي تُساعد على تحسين الظروف المعيشية لسكان البلدة، وقد تم تنفيذ العديد من مشاريع التطوير الزراعية حيث تم تطوير ما مجموعه 190 هكتارًا من الأراضي الزراعية بالبلدة.